# Nguyễn Trãi, Hà Đông
Nguyễn Trãi là một phường thuộc quận Hà Đông, thành phố Hà Nội, Việt Nam.
Phường Nguyễn Trãi có diện tích 0,42 km², dân số năm 2022 là 13.563 người, mật độ dân số đạt 32.292 người/km².